# Siachen Muztagh
La Siachen Muztagh (en bengalí: সিয়াচেন মুজতাঘ) es una subcordillera remota de la cordillera del Karakórum oriental. Cerca del 60% de su área es controlada por China, el 40% del área restante es controlada por la India. Pakistán reclama el área controlada por la India como parte del conflicto de Siachen, y la India reclama el área controlada por China. La India administra su porción como parte del estado de Jammu y Cachemira. China administra su respectiva área como parte de la provincia de Sinkiang.
Todos los mapas y atlas disponibles (incluida una descripción detallada de los límites de la Siachen Muztagh en el mapa «Karakoram Sheet 2» de la Fundación Suiza para la Exploración Alpina, de 1990) definen la cordillera como entre el río Shaksgam al norte, el glaciar Urdok al noroeste, el glaciar de Siachen al suroeste, los glaciares Teram Shehr y Rimo Sur y el collado Indira al sur, y la parte alta del río Yarkand al este.
Su pico más alto es el Teram Kangri I, de 7462 metros.

## Principales picos de la Siachen Muztagh
La siguiente es una tabla de los picos de la Siachen Muztagh que tienen una altura por arriba de los 7200 metros, y tienen más de 500 metros de prominencia (criterio común en la altura de un pico para ser considerado independiente).
| Montaña            | Altura (m) | Coordenadas                                | Prominencia (m) | Montaña de origen | Primera ascensión | Ascensiones (intentos) |
| ------------------ | ---------- | ------------------------------------------ | --------------- | ----------------- | ----------------- | ---------------------- |
| Teram Kangri I     | 7462       | 35°34′51″N 77°04′42″E / 35.58083, 77.07833 | 1682            | Gasherbrum I      | 1975              |                        |
| Apsarasas Kangri I | 7243       | 35°31′15″N 77°11′57″E / 35.52083, 77.19917 | 607             | Teram Kangri I    |                   |                        |